# 배아의 보존기간 사건
배아의 보존기간 사건 (2010.5.27. 2005헌마346 [기각, 각하])은 초기배아의 기본권주체성여부 및 배아생성자의 자기결정권에 관한 대한민국의 헌법재판소 판례이다.

## 사건개요
청구인들은 생명윤리 및 안전에 관한 법률 제13조 제1항 등이 임신목적의 배아 생성을 허용하면서 인공수정배아를 인간이 아닌 세포군으로 규정하여 이에 대한 연구목적의 배아 생성을 허용하면서 인공수정배아를 인간이 아닌 세포군으로 규정하여 이에 대한 연구목적의 이용 가능성을 열어두고 있고, 잔여배아의 보존기간과 그 폐기 및 연구에 관하여 불충분하게 규율하고 있으며, 생성배아의 수효에 관한 제한 및 인공수정을 할 수 있는 전제와 기준, 방법 등에 대한 규율하지 않고, 체세포핵이식행위를 통해 생성된 체세포복제배아의 연구, 폐기를 허용함으로써 청구인들의 기본권을 침해한다고 주장하며 이 사건 헌법소원심판을 청구하였다.
여기서 청구인들은 인공수정된 배아 중 체내에 이식되지 않은 배아들이고 다른 청구인은 의사, 대학생, 법학교수, 철학자 등이다.

## 이유

### 기본권침해의 가능성 및 자기관련성
배아를 연구목적으로 이용하려면 배아생성자가 동의하여야 하고 배아생성자는 연구시작 전 그 동의를 언제든지 철회할 수 있다고 할 것이므로, 이 조항들로 인해 청구인 3,4의 의사에 반하여 배아가 연구목적에 이용될 수 있는 것도 아니다. 청구인 3,4가 인공수정배아를 생성하였을 뿐 체세포 복제배아의 생성과 무관한 사람들인 이상, 자기관련성은 인정되지 않는다. 청구인 3, 4가 배아의 보존기간을 5년보다 장기간 또는 무기한으로 정하고자 하더라도 이를 허용하지 않는 조항으로서 배아생성자인 청구인 3,4의 기본권을 직접 제한하고 있다. 다른 청구인들(법학자, 윤리학자, 철학자, 의사)은 심판대상조항들로 인해 불편을 겪는다고 하더라도 사실적, 간접적 불이익에 불과하고 인공수정배아 및 체세포복제배아에 관한 이 사건심판대상조항의 규율과 관련하여 위 청구인들에 대한 기본권침해의 가능성 및 자기관련성을 인정하기 어렵다.

### 배아의 기본권 주체성
존엄한 인간 존재와 그 근원으로서의 생명 가치를 고려할 때 출생 전 형성 중의 생명에 대해서는 일정한 예외적인 경우 기본권 주체성이 긍정될 수 있다. 출생 전 형성 중의 생명에 대해서 헌법적 보호의 필요성이 크고 일정한 경우 그 기본권 주체성이 긍정된다고 하더라도, 어느 시점부터 기본권 주체성이 인정되는지, 또 어떤 기본권에 대해 기본권 주체성이 인정되는지는 생명의 근원에 대한 생물학적 인식을 비롯한 자연과학, 기술 발전의 성과와 그에 터 잡은 헌법의 해석으로부터 도출되는 규범적 요청을 고려하여 판단하여야 할 것이다. 초기배아들은 아직 모체에 착상되거나 원시선이 나타나지 않은 이상 현재의 자연과학적 인식 수준에서 독립된 인간과 배아 간의 개체적 연속성을 확정하기 어렵다고 봄이 일반적이다. 배아들의 기본권 주체성을 인정하기 어렵다.。

### 인간의 존엄과 가치
오늘날 생명공학 등의 발전과정에 비추어 인간의 존엄과 가치가 갖는 헌법적 가치질서로서의 성격을 고려할 때 인간으로 발전할 잠재성을 갖고 있는 초기배아라는 원시생명체에 대하여도 위와 같은 헌법적 가치가 소홀히 취급되지 않도록 노력해야 할 국가의 보호의무가 있다.

### 자기결정권
배아생성자는 배아에 대해 자신의 유전자정보가 담기 신체의 일부를 제공하고, 또 배아가 모체에 성공적으로 착상하여 인간으로 출생할 경우 생물학적 부모로서의 지위를 갖게 되므로, 배아의 관리 또는 처분에 대한 결정권을 가진다고 할 것이다. 이러한 배아생성자의 배아에 대한 결정권은 헌법상 명문으로 규정되어 있지는 아니하지만, 헌법 제10조로부터 도출되는 일반적 인격권의 한 유형으로서의 헌법상 권리라 할 것이다. 배아생성자의 배아에 대한 가지결정권은 자기결정이라는 인격권적 측면에도 불구하고 배아의 법적 보호라는 헌법적 가치에 명백히 배치될 경우에는 그 제한의 필요성이 상대적으로 큰 기본권이다.

### 기타
냉동된 잔여배아 수의 증가로 인한 사회적 비용을 절감하고, 의료기관의 관리 소홀로 배아가 부적절한 연구목적으로 부당하게 사용되는 것을 방지해야 할 필요성이 크다. 배아를 장기간 냉동 보관할 경우에는 이를 해동하더라도 임신목적에 적합하게 사용하기도 쉽지 않다.

## 같이 보기
- 기본권 주체성
- 인간의 존엄과 가치
- 자기관련성
- 인격권
- 자기결정권
- 인공수정
- 의료윤리
- 생명윤리
- 인간복제
- 생명윤리 및 안전에 관한 법률

## 참고 문헌
- 김상겸, 판례평석: 배아의 의미와 기본권 주체성- 대상결정: 헌재 2010. 05. 27. 2005헌마346[깨진 링크(과거 내용 찾기)]
- 배아, 독립된 생명체 아니다 법률신문 2010-05-31 보관됨 2016-03-04 - 웨이백 머신
- p 80~85, 김현석, 헌법 기본판례 109선, 헤르메스, 2011. ISBN 9788994619118